# Hårslev Sogn (Nordfyns Kommune)
 For alternative betydninger, se Hårslev Sogn. (Se også artikler, som begynder med Hårslev Sogn)
Hårslev Sogn er et sogn i Bogense Provsti (Fyens Stift).
I 1800-tallet var Hårslev Sogn et selvstændigt pastorat. Det hørte til Skovby Herred i Odense Amt. Hårslev sognekommune blev ved kommunalreformen i 1970 indlemmet i Søndersø Kommune, der ved strukturreformen i 2007 indgik i Nordfyns Kommune.
I Hårslev Sogn ligger Hårslev Kirke. Padesø Kirke blev i 1881 indviet som filialkirke til Hårslev Kirke, og Padesø blev et kirkedistrikt i Hårslev Sogn mv. I 2010 blev Padesø Kirkedistrikt udskilt som det selvstændige Padesø Sogn.
I Hårslev og Padesø sogne findes følgende autoriserede stednavne:
- Diget (ejerlav, landbrugsejendom)
- Ejlskov (bebyggelse, ejerlav)
- Ejlskov Hede (bebyggelse)
- Farsbølle (bebyggelse, ejerlav)
- Flytteregyden (bebyggelse)
- Gamby (bebyggelse, ejerlav)
- Grevelshøj (bebyggelse)
- Guleløkke (bebyggelse)
- Havreshøj (bebyggelse)
- Heden (bebyggelse)
- Hindevad (bebyggelse, ejerlav)
- Hjortebjerg Huse (bebyggelse)
- Hyldebo (bebyggelse)
- Hårslev (bebyggelse, ejerlav)
- Labølle (bebyggelse, ejerlav)
- Lundsbjerg (bebyggelse)
- Løkkevang (bebyggelse)
- Låge (bebyggelse, ejerlav)
- Møllegyde (bebyggelse)
- Nellerud (bebyggelse, ejerlav)
- Nellerud Brohuse (bebyggelse, ejerlav)
- Nymark (bebyggelse, ejerlav)
- Nørreløkke (bebyggelse)
- Paddesø (bebyggelse, ejerlav)
- Prisak (ejerlav, landbrugsejendom)
- Ramsebjerg (bebyggelse)
- Skovsgårde (bebyggelse, ejerlav)
- Tørveland (bebyggelse)
- Vejrup (bebyggelse)
- Vierne (bebyggelse, ejerlav)
- Ørritslev Mose (bebyggelse)
- Ågårde (bebyggelse)